# Cuphea bahiensis
Cuphea bahiensis là một loài thực vật có hoa trong họ Lythraceae. Loài này được (Lourteig) S.A.Graham & T.B.Cavalc. mô tả khoa học đầu tiên năm 2005.